# Castelo de Paraggi
O Castelo de Paraggi é um castelo localizado nas margens do golfo do Tigúllio na Itália.

## História
O castelo foi erguido para proteger as costas do Tigúllio en 1626, na época da República de Gênova, provavelmente com base em uma estrutura anterior.  Entre 1812 e 1814, o castelo foi ocupado pelas tropas francesas de Napoleão Bonaparte, durante o período do Primeiro Império Francês. A estrutura, quem passou por várias mudanças ao longo dos séculos, acabou se tornando uma residência privada. Nos anos 1990, a propriedade foi alugada pelos então proprietários, os Bonomi Bolchini, uma família de industriais têxteis, para Silvio Berlusconi.

## Descrição
O castelo está localizado em um pequeno cabo que delimita o lado leste da baía de Paraggi, e está situado no comuna de Santa Margherita Ligure, ao longo da estrada para Portofino. É uma imponente construção em pedra com planta quadrada, tendo quatro torretas angulares salientes. Na fachada sudeste, há uma grande lógia. As fachadas são caracterizadas por ameias.

## Galeria

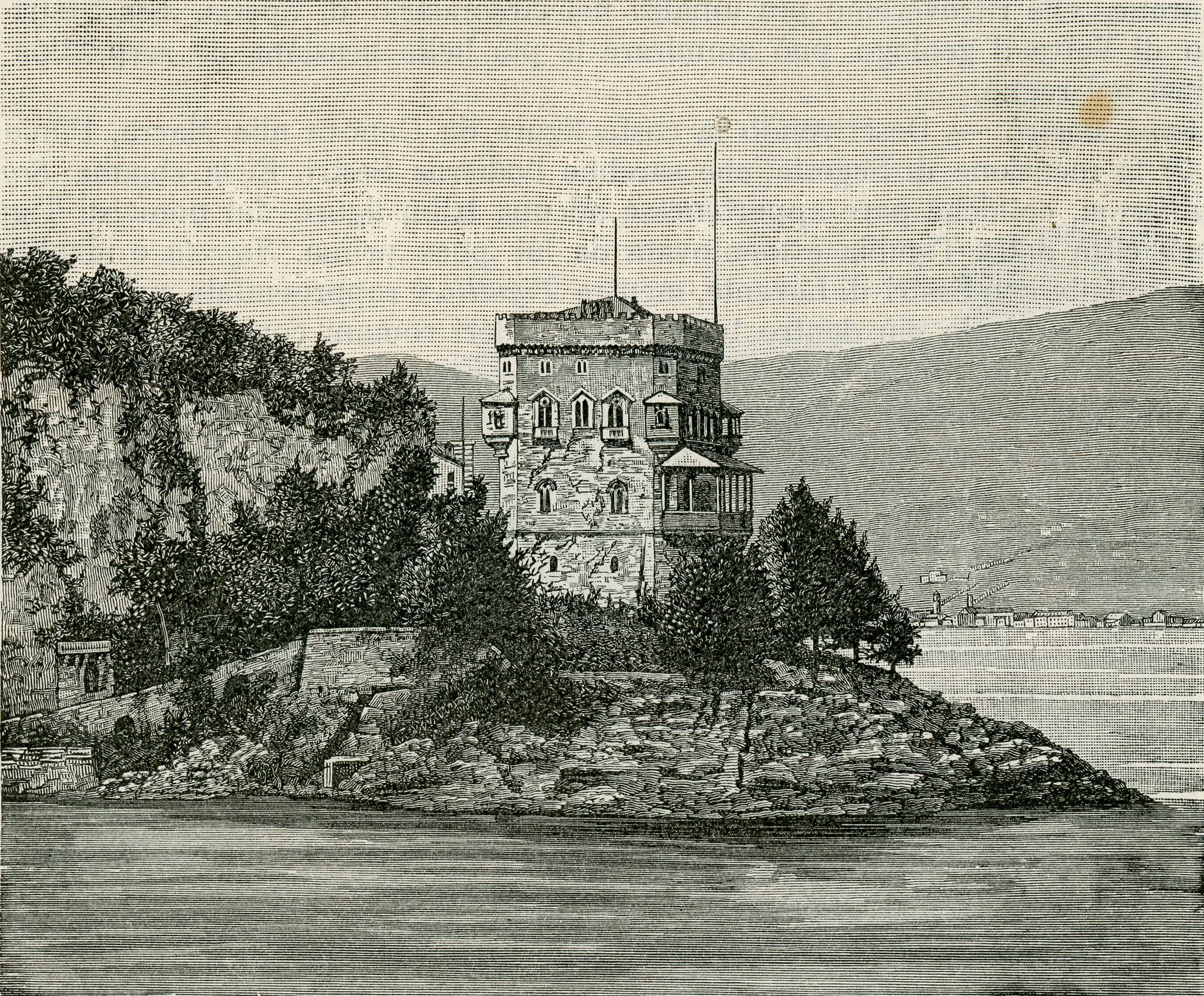
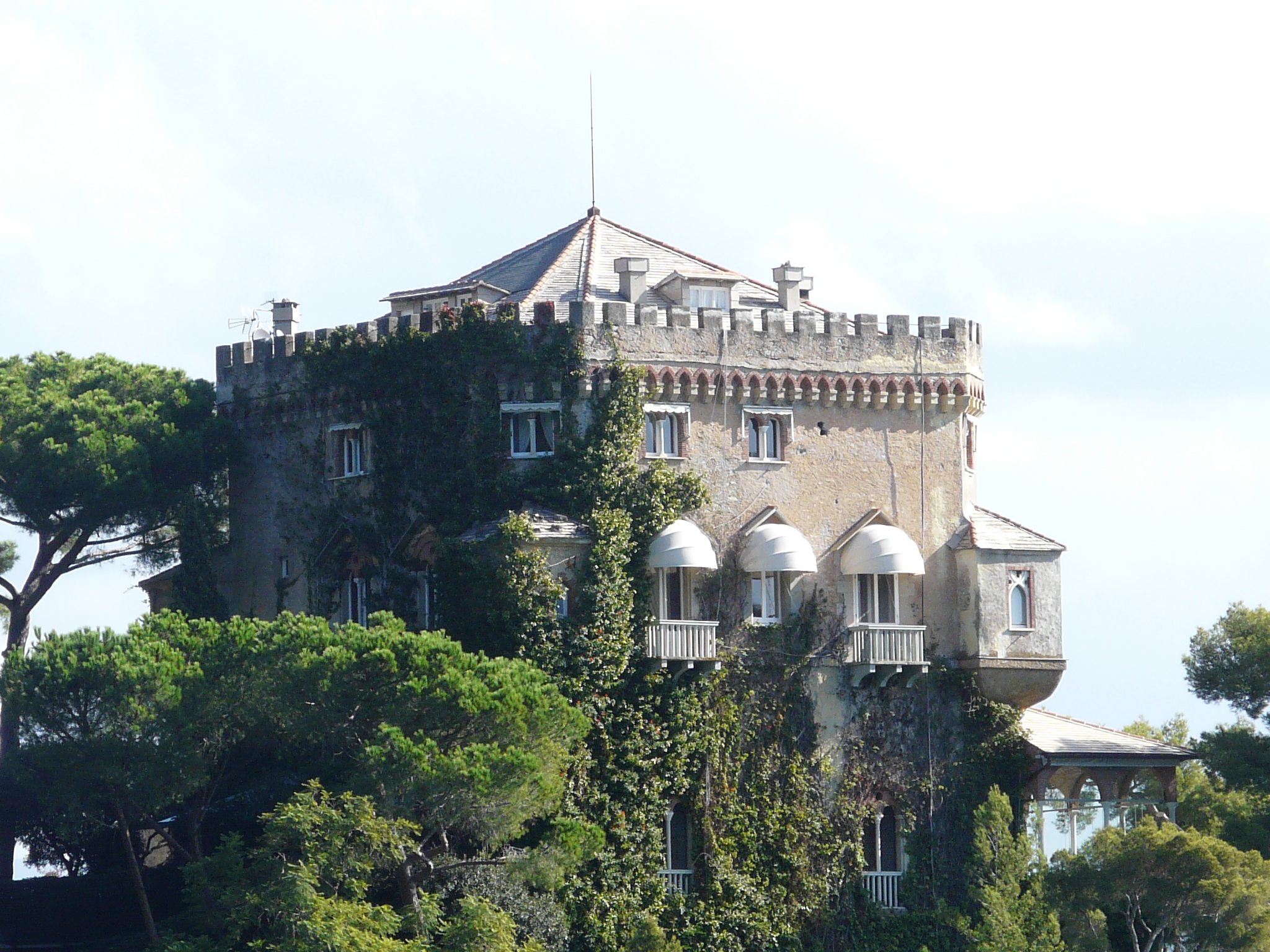
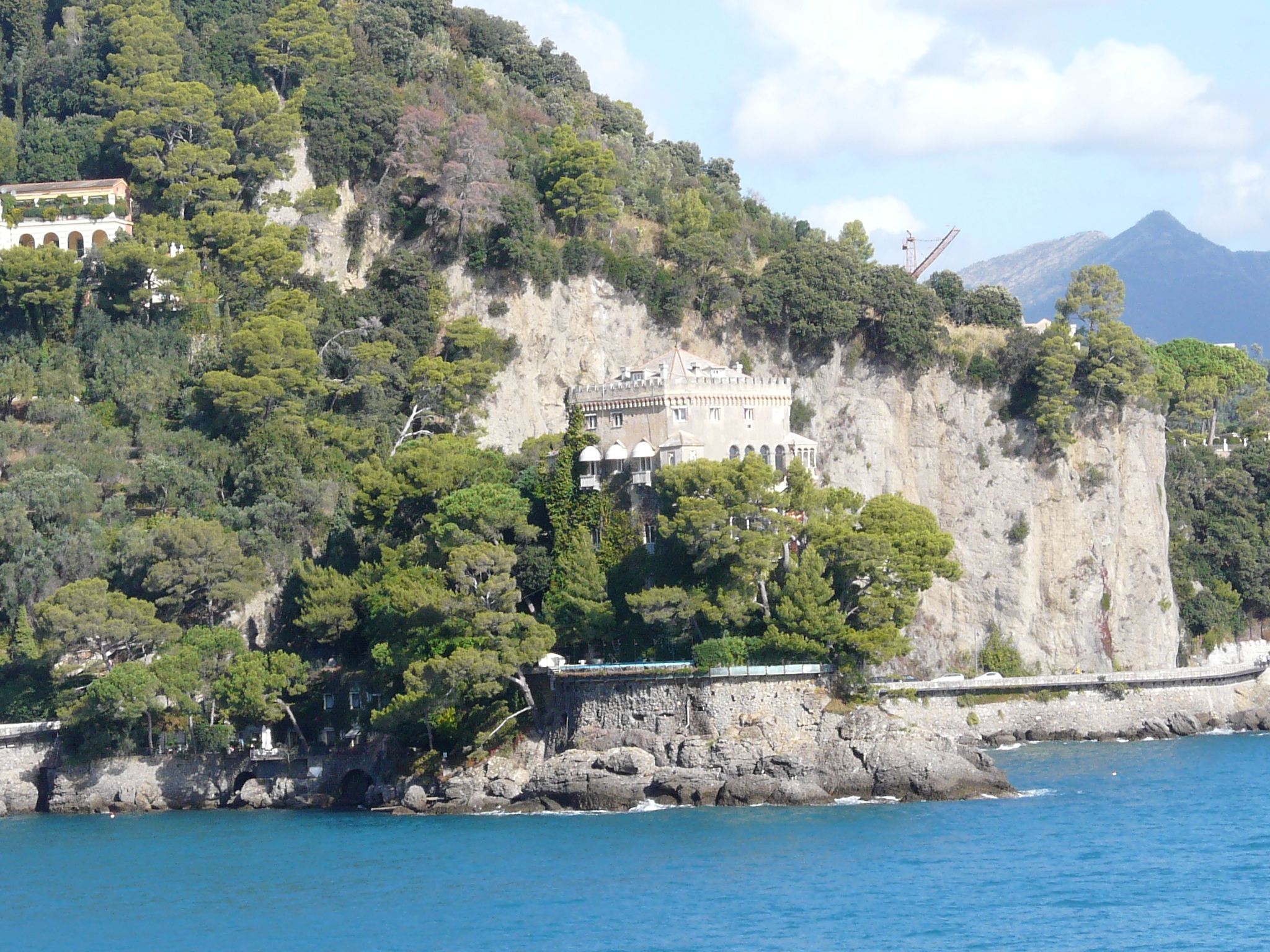